# Carles V de Lorena
Carles V de Lorena (Viena, 3 d'abril de 1643 -Wels, 18 d'abril de 1690) fou Duc de Lorena i de Bar.
Era fill de Nicolau II de Lorena (1612-1670) i de Clàudia de Vaudemont de Lorena (1612-1648).
El jove Carles va iniciar una vida eclesiàstica, com a abat de l'abadia de Gorze. Però la mort del seu germà gran va convertir-lo en hereu del ducat de Lorena, i va anar a viure al Palau del Louvre de París El 1662 es va comprometre amb Maria Joana de Savoia, emparentada amb el rei Lluís XIV, però el 1665 Carles s'oposà obertament al tractat de Montmartre, pel qual el seu oncle Carles IV es va veure obligat a cedir la Lorena i el ducat de Bar a França. Les relacions es van trencar, va haver de deixar la Cort francesa i es va posar sota la protecció de l'emperador Leopold I del Sacre Imperi. Al servei de l'emperador va participar en la batalla de Saint-Gothard contra els turcs i el setembre de 1675, va ser nomenat generalíssim de l'exèrcit imperial, i va adoptar el títol de Duc de Lorena i de Bar. Tots els estats europeus el reconegueren com a tal, tret de Regne de França, que n'ocupava el ducat. D'aquí el sobrenom de Duc sense ducat.
A la Cort imperial de Viena, Carles va conèixer la germanastra de l'emperador Leopold I, l'arxiduquessa Elionor Maria d'Habsburg (1653-1697), amb qui es va casar el 1678. Elionor era filla de l'emperador Ferran III d'Habsburg (1608-1657) i d'Elionor Gonzaga de Màntua (1630-1686).
Essent un matrimoni molt desigual entre una arxiduquessa, germana de l'emperador i amb títol reial, i un duc sense domini propi, va despertar no poques gelosies i intrigues a la Cort, de tal manera que l'emperador va nomenar-lo Governador de la província del Tirol, per tal d'allunyar-lo de la capital.Del matrimoni amb Elionor en nasqueren:
- Leopold (1679 - 1729), duc de Lorena i de Bar, casat amb Elisabet Carlota d'Orleans (1676-1744).
- Carles Josep (1680 1715).
- Elionor (1682.
- Carles Ferran (1683 - 1685).
- Josep (1685 - 1705).
- Francesc (1689 - 1715).

El setembre de 1683, amb el suport del rei polonès Joan III Sobieski, va atacar i derrotar els turcs que assetjaven Viena. Va dirigir diverses expedicions a Hongria ocupada pels otomans, i va conquerir la ciutat de Budapest el 1686, i tot seguit Eslavònia i Transsilvània l'any següent.